# Keir Starmer
Pour les articles homonymes, voir Starmer.
Keir Starmer (prononcé : /ˈkɪə ˈstɑːmə/ ), né le 2 septembre 1962 à Londres, est un homme d'État britannique, membre du Parti travailliste. Chef de son parti depuis le 4 avril 2020, il est Premier ministre depuis le 5 juillet 2024.
Haut responsable du ministère public de 2008 à 2013 puis élu en 2015 député travailliste dans la circonscription d'Holborn and St Pancras, il siège au sein du cabinet fantôme de Jeremy Corbyn, d'abord comme ministre de l'Immigration, puis en tant que secrétaire d'État au Brexit. En 2020, il est élu chef du Parti travailliste, à la suite des élections générales de 2019 et devient également chef de l'opposition officielle. Après la très large victoire du Parti travailliste aux élections générales de 2024, il prend la direction du gouvernement britannique.

## Biographie

### Vie privée

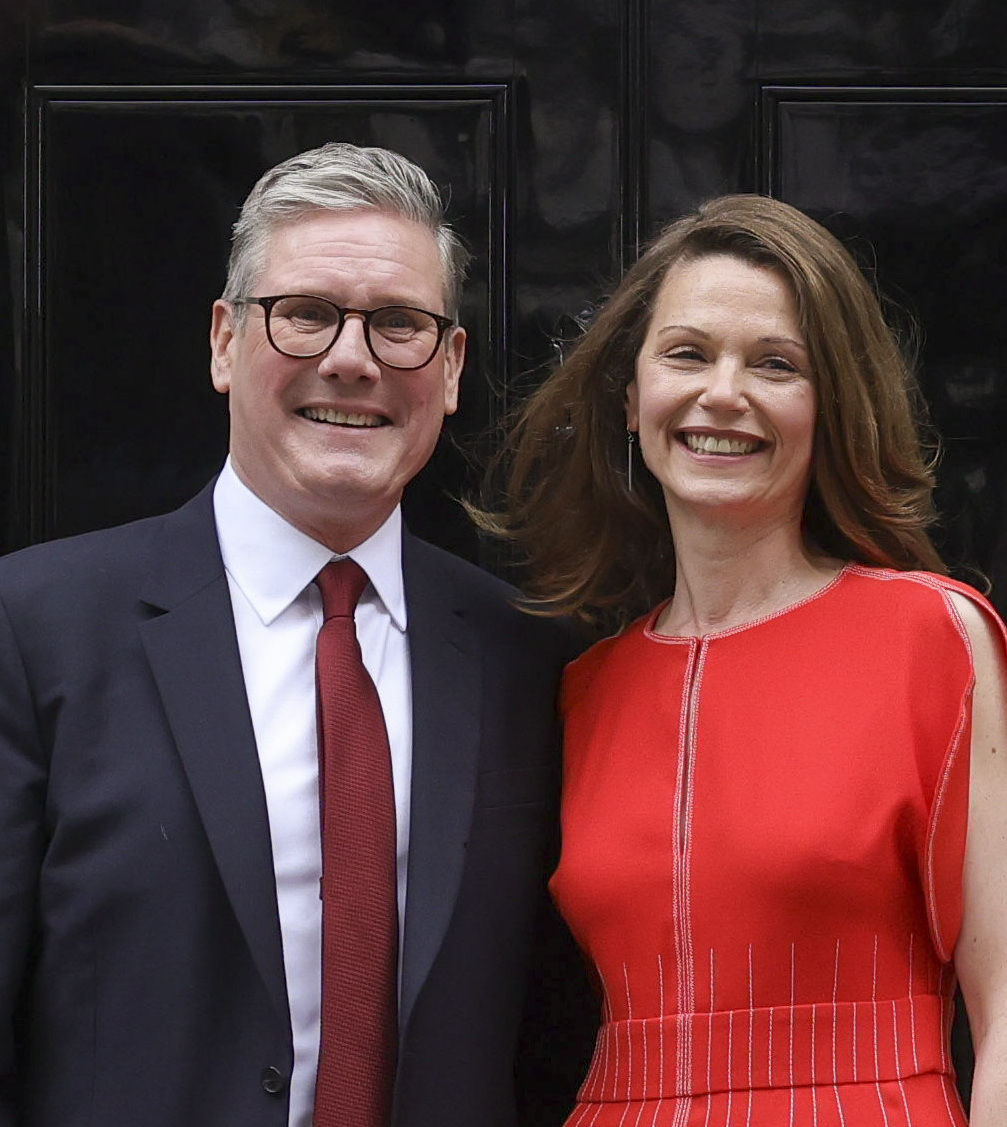
Keir Starmer et Victoria Alexander en 2024.

Keir Rodney Starmer naît le 2 septembre 1962 à Southwark, à Londres. Il grandit à Oxted, dans le Surrey. Il est le fils d'un ouvrier d'usine et d'une infirmière qui l'ont prénommé Keir en hommage à Keir Hardie, premier député britannique élu sous l'étiquette travailliste.
En 2007, Keir Starmer a épousé Victoria Alexander, une juriste qui fut avocate avant de rejoindre le National Health Service. Le couple a deux enfants, un garçon né en 2008 et une fille née en 2009. Il se déclare athée mais ses enfants sont éduqués dans la foi juive, religion de leur mère,. 
Passionné de football, il est supporter du club londonien d'Arsenal. Il est pesco-végétarien tandis que son épouse est végétarienne.

### Parcours professionnel
Diplômé de l'université de Leeds et du St Edmund Hall de l'université d'Oxford, Keir Starmer est avocat, diplômé en 1986. Spécialisé dans les droits de l’Homme, il travaille notamment dans les Antilles britanniques. Proche d'Amnesty International, il combat la peine de mort aux Caraïbes, s'oppose à la fermeture des mines au Royaume-Uni et affronte la multinationale McDonald's.
En 1997, Keir Starmer est découvert par le grand public dans tout le Royaume-Uni et les pays du Commonwealth en raison du documentaire de Ken Loach qui est consacré au cas McLibel, relatant la façon dont Keir Starmer défend des écologistes.
Il prend part, entre 2003 et 2008, à l’élaboration des nouveaux services de police en Irlande du Nord, le Police Service of Northern Ireland (PSNI). Ce projet, né de l’accord du Vendredi saint signé le 10 avril 1998 qui a mis fin à trente ans de guerre civile, devait intégrer aussi bien des catholiques que des protestants dans un corps de police alors discrédité après des années de violence contre les catholiques. Il devient en 2008 directeur des poursuites pénales (en), ce qui lui vaut d’être promu au grade de chevalier commandeur de l'ordre du Bain par la reine Élisabeth II en 2014. Il refuse toutefois de se faire appeler « Sir Keir ».

### Premiers engagements politiques
Keir Starmer s'engage à gauche en réaction aux années Thatcher. Il fournit en 1990 une aide juridique gratuite aux manifestants arrêtés par la police après les émeutes contre la Poll tax. Il est également opposé au gouvernement de Tony Blair, lui reprochant en particulier la guerre en Irak, puis attaque en justice le gouvernement, celui-ci refusant d’accorder des prestations aux demandeurs d’asile.

### Député
En 2015, Keir Starmer est élu député à la Chambre des communes pour la circonscription de Holborn and St Pancras. Il est impliqué en 2016 dans une fronde menée par l'aile droite du Parti travailliste visant à obtenir la démission de Jeremy Corbyn. Celui-ci est toutefois largement reconduit à la tête du parti par le vote des militants.
Le 6 octobre 2016, il est nommé par le chef du Parti travailliste, Jeremy Corbyn, secrétaire d'État chargé du Brexit au sein du cabinet fantôme travailliste, remplaçant Emily Thornberry. Keir Starmer démissionne d'un poste de conseil auprès du cabinet d'avocats (Mishcon de Reya LLP) qui agit pour Gina Miller lorsque cette citoyenne britannique intente une action en justice pour obtenir un débat et un vote au Parlement sur l'utilisation de l'article 50 du traité sur l'Union européenne, interpellant Theresa May sur sa stratégie de négociation.
Résolument favorable à l'intégration du Royaume-Uni au sein de l'Union européenne, il est celui « qui a infligé les plus gros revers au gouvernement sur le Brexit ». Il a notamment contraint l'exécutif à révéler des documents compromettants sur la stratégie britannique. Il échoue toutefois à amener le Parti travailliste à revendiquer l'organisation d'un second référendum sur la sortie de l'UE, s'opposant sur ce point à Jeremy Corbyn. Le Brexit devenu effectif en janvier 2020, il entend depuis lors militer pour un accord commercial rapproché avec l'UE et le maintien de protections sociales, économiques et environnementales que certains conservateurs aimeraient démanteler.

### Candidature à la direction du Parti travailliste

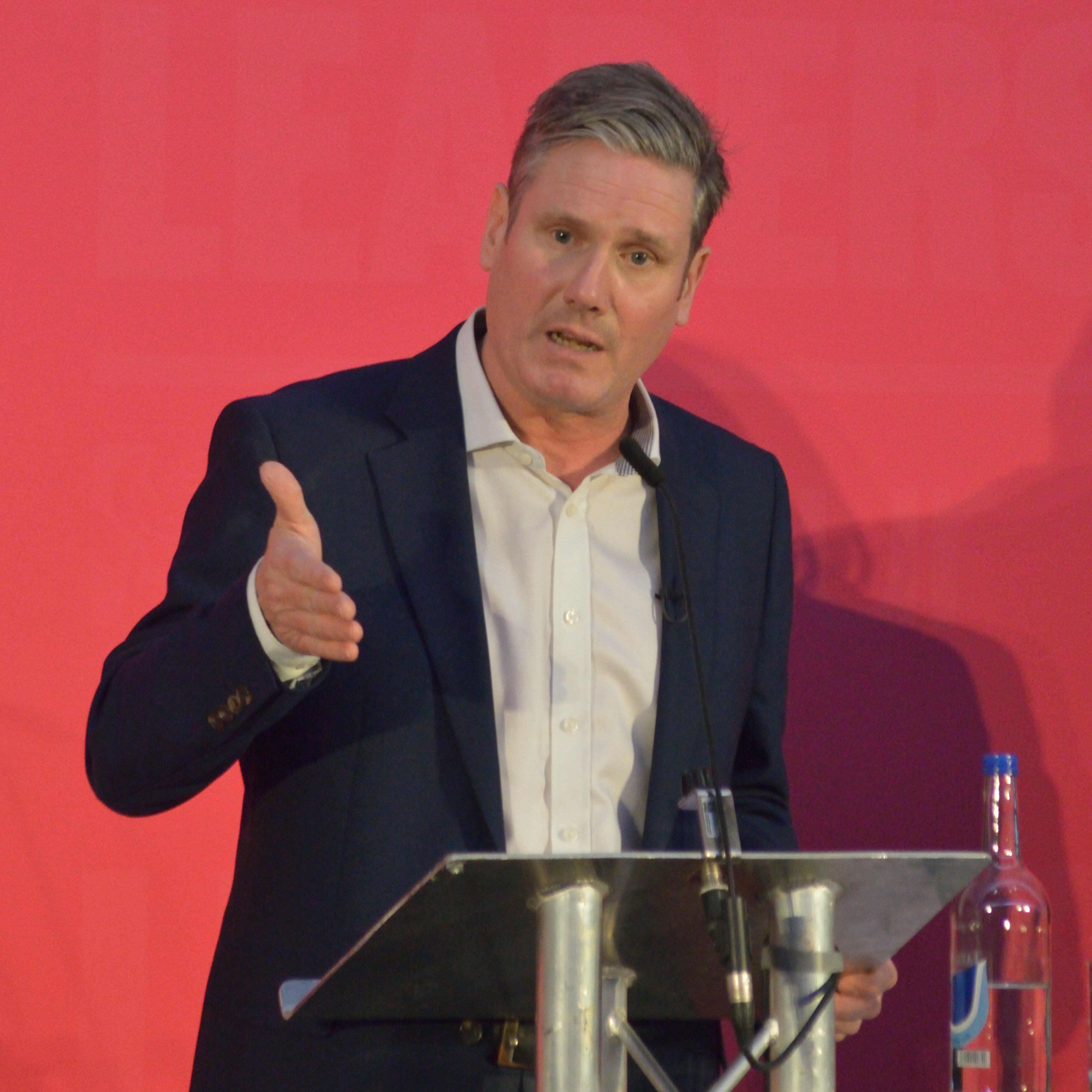
Keir Starmer à Bristol en 2020.

Le 4 avril 2020, au terme d'une élection interne, à la suite de l'échec du Parti travailliste lors des élections générales de 2019, Keir Starmer succède à Jeremy Corbyn à la tête de ce parti et devient du même coup le nouveau chef de l'opposition officielle. Bien qu'il n'appartienne pas à l'aile gauche du Labour, il défend la renationalisation de certains pans de l’industrie britannique et l’augmentation des impôts pour les plus fortunés. Il bénéficie de l’image d’un rassembleur, à même de réunir toutes les tendances politiques du Labour. Il entend néanmoins repositionner plus à droite le parti sur certaines questions économiques et sociales, notamment en abandonnant le projet de modifier les statuts des écoles privées, très favorables aux élites britanniques, et en défendant un programme de nationalisation moins ambitieux. Il abandonne également l'orientation anti-atlantiste qu'avait défendue Corbyn (opposition aux guerres au Moyen-Orient et à l'OTAN, dénonciation du soutien de Londres aux monarchies du Golfe, désarmement nucléaire, etc.). Porté à la tête du plus grand parti d’Europe (580 000 militants), il explique vouloir « un Labour qui gagne une élection. On peut dire ce que l’on veut sur vouloir sauver le monde, mais si nous ne gagnons pas d’élections, il n’y a rien que nous puissions faire. »
Sa victoire est saluée par les médias britanniques comme un retour à la normalité. Keir Starmer présente immédiatement ses excuses pour l'antisémitisme au sein du parti,. Le Figaro note que Keir Starmer a écarté du parti les auteurs de propos antisémites que son prédécesseur Jeremy Corbyn n'avait pas sanctionnés, ce qui avait à l'époque entaché l'image du Labour.

### Chef du Parti travailliste

#### Tournant centriste

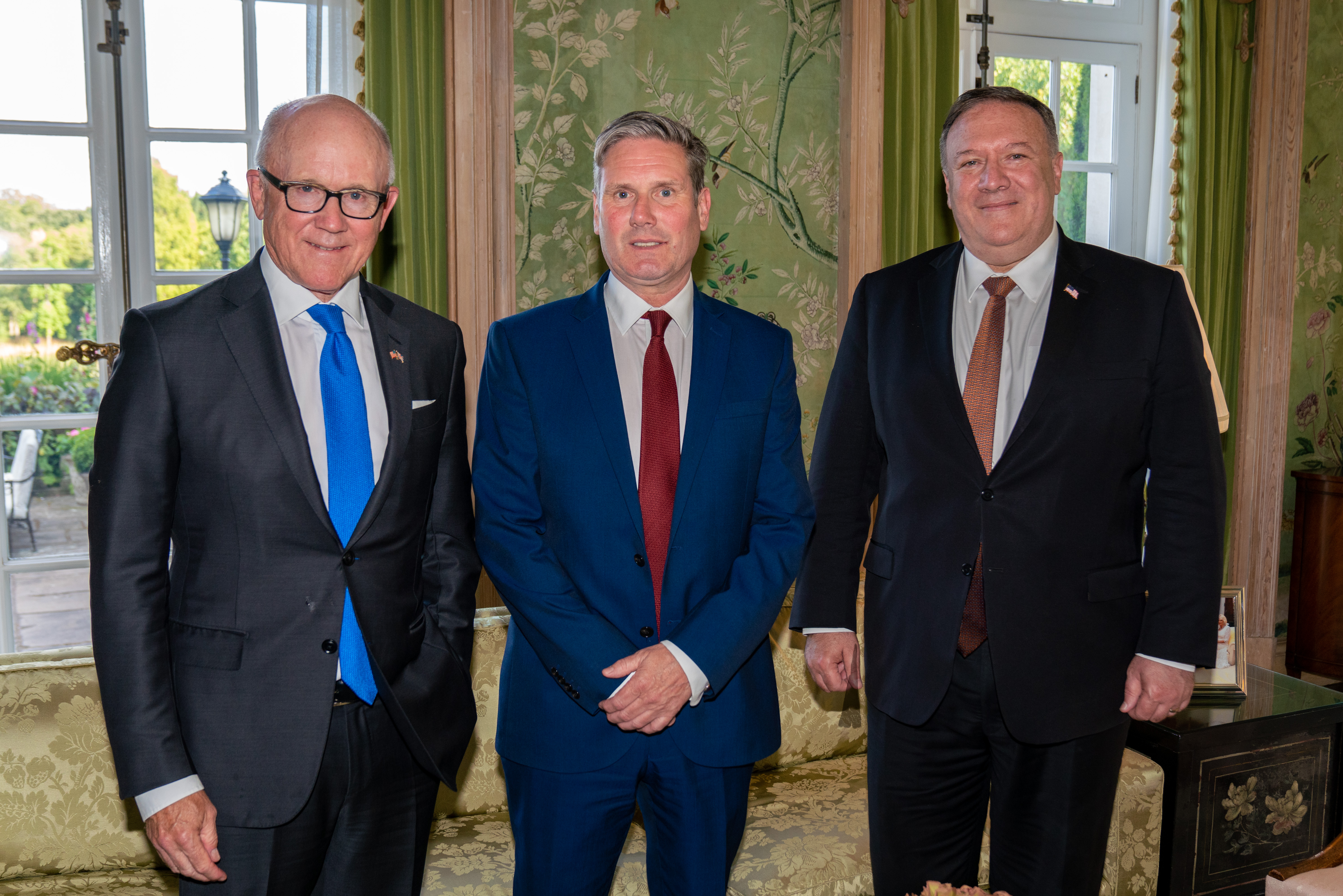
Keir Starmer (au centre) à Londres avec le secrétaire d'État américain Mike Pompeo et l'ambassadeur Woody Johnson, en 2020.

Keir Starmer entreprend après son élection un tournant plus à droite. Les « dix promesses » sur lesquelles il avait fait campagne et qui s'inscrivaient pour l’essentiel dans la continuité du programme de Jeremy Corbyn sont effacées du site internet du parti. Un groupe de socialistes membres du cabinet fantôme est rapidement exclu pour avoir voté contre deux projets de loi du gouvernement Johnson visant à garantir l’impunité aux militaires et aux agents de renseignement s'ils commettaient des actes criminels au cours de leurs opérations. Rebecca Long Bailey, sa principale rivale lors du scrutin, est à son tour évincée du cabinet fantôme en juin 2020. Jeremy Corbyn est suspendu du parti en octobre et exclu de son groupe parlementaire pour avoir nuancé les conclusions d'un rapport sur l'attitude du Labour face à l'antisémitisme. En janvier, c'est au tour du dirigeant écossais du parti, Richard Leonard, proche de Corbyn, d’être écarté. Concernant l'actualité du pays, le Labour de Starmer surprend en refusant de soutenir la mobilisation de dizaines de milliers d’étudiants qui demandaient une baisse des frais de scolarité et des loyers des résidences universitaires.
Cette mutation est considérée comme un retour au New Labour de Tony Blair, bien que Keir Starmer prenne soin de ne pas s'afficher aux côtés de l’ex-Premier ministre travailliste, toujours très impopulaire.

#### Difficultés au sein duLabour
Les purges visant l'aile gauche du parti et le réalignement idéologique plus au centre conduisent plusieurs syndicats à envisager de se désaffilier du Labour tandis que le nombre de militants du parti chute de 55 000 à la fin de l'année 2020 alors que la tendance était à la hausse depuis des années. Keir Starmer ne parvient pas à capitaliser sur les erreurs et la relative impopularité de Boris Johnson, le Labour restant au plus bas dans les sondages et enregistrant une série de défaites lors d’élections législatives partielles.
Il est mis en difficulté lors de la conférence annuelle du Labour, en septembre 2021, le parti ayant perdu plus de 120 000 militants depuis qu'il en a pris la tête. Il échoue à faire adopter une réforme de la désignation des dirigeants du parti qui visait à supprimer la règle du « une voix, un vote » et ainsi donner plus de poids aux voix des députés et moins à celles des adhérents, réputés plus à gauche,.
Durant le Partygate, il demande la démission du Premier ministre Boris Johnson pour avoir participé à des fêtes durant les confinements de 2020 et 2021. Le Premier ministre l'accuse en retour d’être responsable de l'affaire Jimmy Savile, un présentateur de télévision accusé de pédophilie par des dizaines de personnes et mort sans avoir été poursuivi, en raison de sa position d'ancien haut responsable du ministère public. Il est ensuite pris à partie par des manifestants.
En 2022, il refuse de soutenir les grèves au cours de « l’été du mécontentement », provoquée par la forte inflation touchant le pays,,, et interdit aux membres de son cabinet fantôme de s'afficher avec les grévistes. L'un d'eux, Sam Tarry, ministre fantôme des transports, est même limogé après être apparu aux côtés des cheminots grévistes.
Deux ans après son élection à la tête du parti et malgré l'impopularité du parti conservateur au pouvoir depuis plus d'une décennie, il ne bénéficie pas d'une grande popularité malgré la domination du Labour dans les sondages depuis le début de l'année en raison de sa stratégie jugée « brouillonne ». En septembre 2022, seuls 27 % des Britanniques estiment qu'il « s’en sort bien » en tant que chef de l'opposition et 53 % jugent que son bilan est mauvais. Lors du décès de la reine Élisabeth II le 8 septembre, il devient le dernier chef de l'opposition officielle de son règne et le premier du nouveau roi Charles III, qui le reçoit après sa proclamation en tant que nouveau monarque.

#### Embellie dans les sondages
Après la démission de Boris Johnson en septembre 2022, la nomination de Liz Truss, qui revendique ouvertement son admiration pour Margaret Thatcher, provoque une hausse spectaculaire des intentions de vote pour le Labour : l'annonce de la nouvelle Première ministre d'une baisse massive des impôts pour les plus aisés, s'élevant à plus de 40 milliards de livres, provoque une panique sur les marchés financiers en raison de son absence de financement,,. Les sondages prévoient une victoire écrasante des travaillistes si des élections venaient à avoir lieu. En conséquence, Keir Starmer se pose en garant de la stabilité économique, défend une ligne pro-business et commence à préparer sa potentielle arrivée au pouvoir au vu de l'impopularité du gouvernement conservateur. En pleine crise politique et après seulement six semaines au pouvoir et face à la fronde de son groupe parlementaire, Liz Truss annonce sa démission le 20 octobre. Keir Starmer appelle alors, au vu de l'instabilité gouvernementale chaotique, à des élections générales anticipées,,. Rishi Sunak devient finalement Premier ministre après avoir été désigné par les députés conservateurs comme leur nouveau chef.
Longtemps pro-européen et partisan d'un second référendum sur l'adhésion à l'UE, il cesse, depuis son élection à la tête du Labour, de critiquer le Brexit et refuse de remettre fondamentalement en cause l’accord conclu en 2020 par Boris Johnson ou de rejoindre le marché intérieur européen. En novembre 2022, visant à reconquérir les électeurs du « mur rouge » qui ont voté en masse pour le Brexit, il affirme que la Grande-Bretagne doit mettre fin à sa dépendance économique vis-à-vis de l’immigration. Cette déclaration est analysée comme une tentative d'aborder des sujets où le Parti travailliste était perçu comme étant en décalage avec le grand public sous Jeremy Corbyn. Le Figaro analyse par ailleurs que « Keir Starmer se fait le symbole du patriotisme, mène une lutte acharnée contre la criminalité, procède à l'aliénation des courants de gauche radicaux au sein du Parti travailliste, interdit à ses députés de participer à des grèves sous peine de suspension ».

### Premier ministre du Royaume-Uni
Le 5 juillet 2024, au lendemain de la très large victoire en sièges du Parti travailliste aux élections générales anticipées, Keir Starmer est nommé Premier ministre du Royaume-Uni par le roi Charles III, succédant à Rishi Sunak. Son gouvernement est notamment marqué par la diversité sociale avec des membres issus de familles modestes et formés dans l’enseignement public britannique. 
Au lendemain de sa nomination, il confirme vouloir abandonner le plan d'expulsion des migrants vers le Rwanda, projet controversé engagé par son prédécesseur. Peu après, il annonce « définir une manière de travailler à travers le Royaume-Uni qui soit différente, meilleure, et reconnaître les contributions des quatre nations » avec les gouvernements locaux du pays de Galles, d'Écosse et d'Irlande du Nord avec un objectif : leur redonner une voix plus importante.
Il doit faire face à des émeutes consécutives à l'attaque au couteau du 29 juillet 2024, à Southport (Merseyside), qui a fait 3 morts, tous des enfants de sexe féminin. Des informations erronées, y compris de fausses affirmations sur l'identité, la nationalité, la religion et le statut d'immigrant du tueur (Axel Muganwa Rudakubana), sont diffusées sur les réseaux sociaux par des comptes d'extrême droite très en vue. La diffusion de ces fausses informations est largement considérée comme la cause des manifestations violentes anti-immigration, notamment orchestrées par l'English Defence League, mouvement politique anglais créé en 2009 par Tommy Robinson et classé à l'extrême droite,,. Starmer annonce souhaiter des sanctions rapides contre les manifestants coupables d'exactions et de dégradations. Sa cote de popularité chute après les émeutes anti-migrants et une « période de lune de miel post-électorale », 49 % des personnes interrogées estimant selon un sondage que Keir Starmer a mal géré les émeutes, contre 31 % qui estiment qu’il a été à la hauteur.
Il se trouve impliqué dans une controverse en septembre 2024, lorsque la chaîne Sky News révèle qu'il a reçu à partir de 2019 des cadeaux pour plus de 100 000 livres, notamment des vêtements mais aussi des billets de concert ou de match de football, qu'il a déclarés auprès des services de la Chambre des communes. Son épouse, Victoria, a également reçu des cadeaux, qui n'ont pas été déclarés. Cette polémique éclot alors qu'il appelle les Britanniques à faire des efforts et conduit Kemi Badenoch, candidate à la direction du Parti conservateur, à le qualifier d'« hypocrite » puisqu'il dénonçait la déconnexion des Premiers ministres conservateurs quand il était chef de l'opposition. Bien que ces présents soient légaux, Keir Starmer annonce qu'il n'acceptera désormais plus de dons de vêtements, tout comme la vice-Première ministre Angela Rayner et la chancelière de l'Échiquier Rachel Reeves, qui en avaient elles aussi bénéficié.
À la suite de l'arrêt de la Cour suprême du Royaume-Uni reconnaissant les femmes transgenres comme des hommes et les excluant ainsi des espaces réservés aux femmes, Keir Starmer salue cette décision qui, d'après lui, « apporte une vraie clarté » et affirme qu’une femme est « une adulte de sexe féminin ». Ces déclarations s'écartent des positions traditionnellement sociales-libérales et progressistes du Parti travailliste ainsi que de ses propos de 2022 : il assurait dans le Times que « les femmes transgenres sont des femmes ».
En juin 2025, à la suite de la publication du « rapport accablant » de Louise Casey concernant les activités des gangs pédocriminels en Grande-Bretagne et mettant en lumière « des décennies de négligence de la part des autorités locales face à des abus systémiques », il présente ses excuses aux milliers de victimes, après avoir initialement refusé d’ouvrir une enquête nationale. Peu auparavant, il avait déclaré avoir « changé d’avis » après avoir lu l’« audit national » sur les « grooming gangs » craignant jusqu’alors qu’une telle enquête ne soit instrumentalisée par l’extrême droite. En janvier 2025, Elon Musk l'avait accusé d’avoir permis à des « groupes de violeurs d’exploiter des jeunes filles impunément ».

## Résultats électoraux

### Direction du Parti travailliste
| Année | Année | Adhérents du parti | Adhérents du parti | Soutiens enregistrés | Soutiens enregistrés | Soutiens affiliés | Soutiens affiliés | Total   | Total | Résultats |
| Année | Année | Voix               | %                  | Voix                 | %                    | Voix              | %                 | Voix    | %     | Résultats |
| ----- | ----- | ------------------ | ------------------ | -------------------- | -------------------- | ----------------- | ----------------- | ------- | ----- | --------- |
| 2020  | 2020  | 225 135            | 56,1               | 10 228               | 76,6                 | 40 417            | 53,1              | 275 780 | 56,2  | Élu       |

### Chambres des communes
| Élection          | Circonscription        | Parti | Parti        | Voix   | %    | Résultats |
| ----------------- | ---------------------- | ----- | ------------ | ------ | ---- | --------- |
| Générales de 2015 | Holborn and St Pancras |       | Travailliste | 29 062 | 52,9 | Élu       |
| Générales de 2017 | Holborn and St Pancras |       | Travailliste | 41 343 | 70,1 | Élu       |
| Générales de 2019 | Holborn and St Pancras |       | Travailliste | 36 641 | 64,5 | Élu       |
| Générales de 2024 | Holborn and St Pancras |       | Travailliste | 18 884 | 48,9 | Élu       |

## Distinctions
En tant que membre du Conseil du Roi, il possède le titre honorifique de « le très honorable ».
- Ordre du Bain (2017), lui octroyant le titre de « Sir ».